# Хайнрих III фон Графшафт
Хайнрих III фон Графшафт (на немски: Heinrich III von Grafschaft, Ritter; † сл. 1362) от род Графшафт е господар на Норденау (1320 – 1362), днес част от град Шмаленберг в Северен Рейн-Вестфалия, господар на Ересховен (част от Енгелскирхен), управител на Ангермунд (част от Дюселдорф) и рицар.
Той е син на Крафто I фон Графшафт, господар на Норденау († 1331) и съпругата му Агнес фон Билщайн († сл. 1346), дъщеря на Йохан I фон Билщайн, маршал на Вестфалия († 1310) и Юта фон Рененберг († сл. 1297). Внук е на Адолф I фон Графшафт († 1284) и съпругата му Елизабет фон Грайфенщайн († 1290), дъщеря на фогт Рорих фон Хахенбург († 1237), и Гуда фон Грайфенщайн († 1270). Правнук е на Хайнрих I фон Графшафт, господар на Норденау († сл. 1237) и съпругата му фон Витгенщайн, дъщеря на граф Вернер I фон Батенберг-Витгенщайн († 1215) и съпругата му фон Шваленберг († сл. 1216).
Братята му са Йохан II фон Графшафт († сл. 1339), господар на Норденау (1330 – 1381), управител на Медебах, фогт на манастир Графшафт, и Хенрих фон Графшафт († сл. 1343), свещеник в Даутфе.

## Фамилия
Хайнрих III фон Графшафт се жени за Лиза фон Щайн († 1337), дъщеря на Филип фон Вирнебург, господар на Бланкенберг и Щайн († 1338). Те имат децата:
- Адолф III фон Графшафт-Ересхофен († 1381), рицар, женен ок. 1357 г. за Юта фон Зайн († 1387), дъщеря на граф Готфрид II фон Зайн-Хомбург († 1354) и Мария фон Долендорф († сл. 1364);[3] имат 4 деца
- Кунигунда фон Графшафт († сл. 1391), омъжена за Дитрих фон Плетенберг, господар на Шьонхолтхаузен и Валденбург († сл. 1382), син на Хайденрайх фон Плетенберг, бургман на Валденбург († 1354) и Агнес фон Хайден († 1354)
- Хайнрих IV фон Графшафт († 1391)
- Лиза/Елизабет фон Графшафт († сл. 21 януари 1391), омъжена пр. 10 май 1361 г. за рицар Конрад фон Мероде († 11 декември 1388/21 януари 1391), син на Йохан Шайфарт фон Мероде († 1344) и Маргарета фон Мюленарк († 1338), дъщеря на Конрад II фон Мюленарк († 1326) и Рикардис фон Щолберг († сл. 1324)
- ? Алайд фон Графшафт († сл. 1399)
- ? Елза фон Графшафт, омъжена за Райнхард IV фон Далвигк († сл. 1413)

Хайнрих III фон Графшафт се жени втори път пр. 1324 г. за Лиза фон Бланкенберг. Той се жени трети път на 27 януари 1337 г. за Лиза фон Вирнебург (първа братовчедка на първата му съпруга Лиза фон Щайн), дъщеря на Хайнрих фон Вирнебург, господар на Щайн и Бланкенберг. Браковете са бездетни.